# 臺中彩墨藝術節
臺中彩墨藝術節是臺灣由臺中市政府文化局與國際彩墨畫家聯盟 （页面存档备份，存于）主辦、藝術家雜誌社協辦、台灣彩墨畫家聯盟 （页面存档备份，存于）承辦的彩墨藝術活動，始於2002年，並邀請國立臺中教育大學美術系、東海大學美術系、國立臺中科技大學商業設計系、大葉大學、國立臺中一中美術班等台灣中部美術、設計相關科系的師生一同參與，至2019年已邁入第18屆。

## 歷史
彩墨藝術興起於亞洲，1996年第一屆「國際彩墨展」於臺中市舉行，2002年便由臺中市政府文化局與彩墨相關單位一同舉辦「臺中彩墨藝術節」；首屆就開始讓台灣中部的藝術設計類學校參與。第二屆更擴大開始讓國際的彩墨藝術家一同參與。第13屆同時舉辦「彩墨新人賞作品聯展」、「鞋子創意設計及彩繪大賽」以及「國際彩墨鞋子藝術大展」。

## 外部連結
- 臺中彩墨藝術節 （页面存档备份，存于）